# ميسون إيوينج
ميسون سيريل إيلونج إيوينغ (ولد في 9 أبريل 1982 (36 سنة) في دوالا، الكاميرون) هو ضعيف البصر، منتج، مخرج، كاتب سيناريو، فرانكو-كاميرونيان ومصمم أزياء أمريكي يعيش في فرنسا والولايات المتحدة في لوس أنجلوس، حيث هو مقر شركته، ميسون اوينج كوربوريشن.

## سيرة
ولد ميسون إيوينج في دوالا، العاصمة الاقتصادية للكاميرون في 9 أبريل 1982. والده، فريدريك إوينج، هو رجل أعمال أمريكي توفي في نوفمبر 2010. والدته، ماري فرانشيسكا ايلونغ، هي الكاميرونية التي توفيت في مارس 1986. انها نموذج مصمم، خياطة  · .
يعيش ميسون إلى السنوات الأربع التي قضاها مع والدته، التي ألهمت وأطلقت الموضة. أثناء صنع الملابس لأطفالها، يحب ماسون البقاء بالقرب منها واللعب مع الأقمشة. في هذا السن، هو قريب جدا من والدته.
توفيت في عام 1986. وهي ترعى من قبل جدتها الكبرى، إليز. في عام 1989، انتقل إلى منطقة باريس حيث تعرض لسوء المعاملة من قبل عمه وعمته.
في عام 1993، في حالة ذهول، قام بالعديد من الهاربين لطلب المساعدة من الشرطة والدرك والقضاة ليتم عزلهم من عمه وعمته. فقد بصره في نيسان / أبريل 1996 ودخل في غيبوبة لمدة ثلاثة أسابيع في مستشفى نيكر-إنفانتس سانتس في باريس.
في عام 2001، تشردرد]]، يجد نفسه في سامو الاجتماعية ية]]الاجتماعية. يريد أن يصبح حلاقًا لتكريم والدته على الرغم من إعاقة
إعاقة · . ميسون يخلق خطه من الملابس المبتكرة. على صورة طفل ماديسون، يقوم أيضًا بتعديل طريقة برايل بحيث يمكن للمعاقين بصريا التعرف على لون الملابس ونشاط الطفل ماديسون (الرياضة، الألعاب، الأنشطة...). العديد من الشخصيات تجلب دعمهم، مثل لوران بيتيتغويلاومي الذي يقدم العرض وإيمانويل بوتي، أوليفييه لابيدوس (المدير الفني الحالي لانفين) ولها العرابة دومينيك Torres. في نوفمبر 2008 ، قام بتنظيم عرضه الثالث للأزياء على البارجة La Planète Sur Seine مع Rachel Legrain-Trapani (Miss France 2007) التي ترتدي فستان الزفاف] · .
جنبا إلى جنب مع مشاريعه في الأزياء، يعمل Mason Ewing على العديد من مشاريع الأفلام في فرنسا. يتخيل سلسلة الأطفال Madison Adventures وسلسلة Mickey Boom. في عام 2011، انتقل إلى الولايات المتحدة ليصبح منتج أفلام. أسس شركة قابضة، Mason Ewing Corporation ، مقرها في لوس أنجلوس، والتي يتم إطلاقها بمشاريع مختلفة مثل إنتاج الأفلام. كتب مسلسل تلفزيوني «إيرينا بيلا» وأنتج فيلمًا قصيرًا «ديسكري».
بعد بضع سنوات في لوس أنجليس، عاد إلى فرنسا لمدة عامين من أجل تطوير مسلسله التلفزيوني «ميكي بوم» بدعم من القنوات التلفزيونية الفرنسية أو الدولية "Mason Ewing". مؤرشف من الأصل في 2020-09-23. اطلع عليه بتاريخ 2016-03-28.</ref> · .

## روابط خارجية
- ميسون إيوينج على موقع IMDb (الإنجليزية)
- ميسون إيوينج على موقع ألو سيني (الفرنسية)
- ميسون إيوينج على موقع ميوزك برينز (الإنجليزية)
- ميسون إيوينج على موقع قاعدة بيانات الفيلم (الإنجليزية)